# Championnat d'Espagne de hockey sur glace 1984-1985
Saison précédente Saison suivante
La saison 1984-1985 est la 13e saison du championnat d'Espagne de Hockey sur glace. Cette saison, le championnat porte le nom de Liga de Division de Honor.

## Clubs de la Superliga 1984-1985
- Vizcaya Bilbao HC
- CH Boadilla
- CH Jaca
- CG Puigcerdà
- Txuri Urdin
- ARD Gasteiz

## Classement

### Première phase
| # | Club              | Joués | V | N | D  | bp:bc  | +/-  | Points |
| - | ----------------- | ----- | - | - | -- | ------ | ---- | ------ |
| 1 | CH Jaca           | 10    | 8 | 1 | 1  | 101:28 | +73  | 17     |
| 2 | Txuri Urdin       | 10    | 7 | 1 | 2  | 113:34 | +79  | 15     |
| 3 | CG Puigcerdà      | 10    | 7 | 0 | 3  | 141:43 | +98  | 14     |
| 4 | Vizcaya Bilbao HC | 10    | 5 | 0 | 5  | 87:59  | +28  | 10     |
| 5 | ARD Gasteiz       | 10    | 2 | 0 | 8  | 45:138 | -93  | 4      |
| 6 | CH Boadilla       | 10    | 0 | 0 | 10 | 22:207 | -185 | 0      |

Jaca, Txuri Urdin, Puigcerdà et Bilbao sont qualifiés pour la seconde phase.
Le CH Boadilla est relégué en Segunda Division.

### Phase finale
| # | Club              | Joués | V  | N | D  | bp:bc   | +/-  | Points |
| - | ----------------- | ----- | -- | - | -- | ------- | ---- | ------ |
| 1 | Txuri Urdin       | 16    | 11 | 3 | 2  | 159:59  | +100 | 25     |
| 2 | CH Jaca           | 16    | 10 | 3 | 3  | 135:57  | +78  | 23     |
| 3 | CG Puigcerdà      | 16    | 9  | 2 | 5  | 168:79  | +89  | 20     |
| 4 | Vizcaya Bilbao HC | 16    | 6  | 0 | 10 | 117:106 | +11  | 12     |

Le Vizcaya Bilbao HC est sacré Champion d'Espagne de hockey sur glace pour la saison 1984-1985.

### Meilleurs Pointeurs
Nota: B = buts, A = assistances, Pts = points, 

| #  | Joueur             | Équipe            | B  | A  | Pts |
| -- | ------------------ | ----------------- | -- | -- | --- |
| 1  | Antonio Enrique    | CG Puigcerdà      | 20 | 49 | 69  |
| 2  | Andrzej Swistak    | Txuri Urdin       | 23 | 42 | 65  |
| 3  | Jamie McDonald     | CG Puigcerdà      | 24 | 38 | 62  |
| 4  | Zbislaw Kozlowski  | Txuri Urdin       | 24 | 37 | 61  |
| 5  | Carlos del Saz     | Vizcaya Bilbao HC | 17 | 30 | 49  |
| 6  | Francisco Gonzalez | CG Puigcerdà      | 23 | 20 | 43  |
| 7  | Vincent Friyia     | CH Jaca           | 17 | 24 | 41  |
| 8  | Antonio Capillas   | CH Jaca           | 13 | 26 | 40  |
| 9  | Laurie Nordström   | CG Puigcerdà      | 9  | 21 | 30  |
| 10 | Iñaki Salegui      | Txuri Urdin       | 11 | 18 | 29  |